# Amarillo (canción)
«Amarillo» es un sencillo doble lado B con «Revolving Doors» lanzado por la banda virtual británica Gorillaz el 14 de marzo de 2011, del álbum de estudio, compuesto en iPad The Fall.

## Antecedentes
«Amarillo» fue grabado el 5 de octubre de 2010 en Estados Unidos, Texas. La canción presenta temas instrumentales del miembro Mick Jones de la banda The Clash.

## Recepción
NME dio al sencillo una reseña positiva: «Amarillo es una canción lenta pero eufórica que encuentra la voz cargada de reverberación de Damon que recuerda evocativamente el gran interior de Estados Unidos. Una de las canciones más formales del álbum, se obtiene un retrato vívido en nuestro interior sobre un escritor de canciones de Islas británicas; teniendo su mente alrededor de uno de los espacios abiertos más grandes del mundo».